# Llista d'obres de Picasso 1961–1970
Llista no raonada d'obres de Pablo Picasso realitzades entre 1961 i 1970.
La llista és incompleta. Si us plau, ajudeu ampliant-la.
- 1961, "The Dance of Youth"

- 1961, "Les Freres Soler"

- 1961, Jacqueline
- 1961, "Luncheon on the Grass"

- 1962, "Côte d'Azur"

- 1962, "Bust of a Woman with a Hat" (Private Collection)

- 1963, Nu assis dans un fauteuil (See the picture and description here)

- 1963, Le Peintre, which was destroyed in 1998 in the crash of Swissair Flight 111.

- 1964, The Smoker, Aquatint on paper.

- 1967, August 15 Chicago Picasso is unveiled at Chicago's Richard J. Daley Center Plaza.

- 1967, Femme nue à l'oiseau et joueur de flûte (See the picture and description here)

- 1968, Homme Arretant un Cheval Devant une Femme, etching and aquatint

- 1969, Man with the Golden Helmet

- 1969, The Kiss

- 1970, The Matador